# Alessandro Fontana (polityk)
Alessandro (Sandro) Fontana (ur. 15 sierpnia 1936 w Marcheno, zm. 4 grudnia 2013 w Brescii) – włoski polityk, historyk i wykładowca akademicki, minister, członek Senatu, poseł do Parlamentu Europejskiego IV kadencji.

## Życiorys
Z zawodu historyk, był docentem w katedrze historii współczesnej na Uniwersytecie w Brescii. Był również wieloletnim działaczem Chrześcijańskiej Demokracji, od 1985 do 1986 pełnił funkcję zastępcy sekretarza tej partii. Od 1975 był asesorem w rządzie regionalnym Lombardii. Pełnił także funkcję redaktora naczelnego czasopisma „Il Popolo”.
W 1987 został wybrany na senatora X kadencji, w 1992 odnowił mandat na XI kadencję, z którego zrezygnował jeszcze w tym samym roku. Od czerwca 1992 do lipca 1993 był ministrem szkolnictwa wyższego, badań naukowych i technologii w rządzie, którym kierował Giuliano Amato. Po rozwiązaniu chadecji należał do Centrum Chrześcijańsko-Demokratycznego. W 1994 z listy Forza Italia (jako kandydat CCD) uzyskał mandat eurodeputowanego IV kadencji, który wykonywał do 1999, zajmując w PE stanowisko wiceprzewodniczącego.
Odznaczony Kawalerią Krzyża Wielkiego Orderu Zasługi Republiki Włoskiej (2013).